# Aymon de Châtillon
Aymon de Châtillon († 26. Juli 1323) war von 1308 bis 1323 Bischof von Sitten.

## Leben
Aymon entstammte einer Seitenlinie der im Aostatal begüterten Herren von Challant, die ihren Namen von Châtillon im Aostatal herleitete. Er war der Sohn von Godefroy und Marie Grossi du Châtelar. Aymon war 1294 Domherr von Tarentaise und von 1294 bis 1297 Archidiakon von Aosta. In Sitten wurde er 1297 Domherr, 1307 Dekan und 1308 Bischof. Aymon erliess mehrmals Synodal- und Kapitelstatuten. Gegenüber den Notaren bekräftigte er 1319 das Kanzleimonopol des Domkapitels. In einem Prozess zwischen dem Domkapitel und seinem Verwandten, dem Vitztum von Anniviers, intervenierte er zugunsten des letzteren. Die von vakanten Lehen herrührenden Erträge verwandte Aymon für den Ausbau der Kathedrale und der Kirche von Valeria.